# Liszki (gemeente)
De gemeente Liszki is een landgemeente in het Poolse woiwodschap Klein-Polen, in powiat Krakowski.
De zetel van de gemeente is in Liszki.
Op 31 december 2005, telde de gemeente 15 594 inwoners.

## Oppervlakte gegevens
In 2002 bedroeg de totale oppervlakte van gemeente Liszki 72,03 km², waarvan:
- agrarisch gebied: 82%
- bossen: 5%

De gemeente beslaat 5,86% van de totale oppervlakte van de powiat.

## Demografie
Stand op 31 december 2005:
| Omschrijving                   | Totaal   | Totaal | Vrouwen  | Vrouwen | Mannen   | Mannen |
| ------------------------------ | -------- | ------ | -------- | ------- | -------- | ------ |
| jednostka                      | inwoners | %      | inwoners | %       | inwoners | %      |
| inwoners                       | 15 594   | 100    | 7941     | 51      | 7653     | 49     |
| bevolkingsdichtheid (inw./km²) | 216      | 216    | 110,2    | 110,2   | 105,8    | 105,8  |

In 2002 bedroeg het gemiddelde inkomen per inwoner 1255,44 zł.

## Administratieve plaatsen (sołectwo)
Baczyn, Budzyń, Cholerzyn, Chrosna, Czułów, Jeziorzany, Kaszów, Kryspinów, Liszki, Mników, Morawica, Piekary, Rączna, Ściejowice.

## Aangrenzende gemeenten
Czernichów, Kraków, Krzeszowice, Skawina, Zabierzów